# Diederik Sonoy
Diederik Sonoy, également Diederik Snoey ou Diederick van Sonoy (Kalkar (Duché de Clèves), 1529 - Pieterburen, 2 juin 1597) était un des chefs des Gueux de mer. Il est le fils de Lambrecht Snoy (décédé le 11 septembre 1529), feudataire du domaine Sniddelaar à Leusden, et Emerantiana Pauw van Darthuizen (5 août 1510 - Kalkar 7 juin 1550).

## Biographie
Diederik Sonoy a servi comme noble sous les gouvernants de Habsbourg, Charles Quint et Philippe II. En 1566, il fut l'un des signataires de le Compromis des Nobles présenté à la gouverneure Marguerite de Parme.
En avril 1568, Guillaume Ier d'Orange-Nassau s'était associé au Gueux de mer et avait commandé Sonoy et d'autres meneurs. Ces derniers devaient soutenir la compagnie du comte Louis de Nassau dans l'estuaire de l'Eem et sur la côte. Cela s'est achevé par la bataille navale de l'Eem (nl).
En 1572, Sonoy devint gouverneur, entre autres, d'Enkhuizen. La même année, Guillaume d'Orange le nomma gouverneur du Noorderkwartier (nl) (1572-1588). Un an plus tard, les Gueux menés par Sonoy, ont inondé la région d'Alkmaar, provoquant l'échec du siège d'Alkmaar par les Espagnols. Avant ce siège, les troupes qu'il menait ont mis le feu au château d'Egmond (en) et à l'abbaye du même nom; ces actions de destruction avaient deux objectifs : religieux d'abord, contre la religion catholique et stratégique ensuite, pour éviter que les troupes espagnoles puissent s'y installer et s'y retrancher. Peu de temps après, les Espagnols ont également perdu la Bataille de Zuiderzee.
Dans la même période, Sonoy a mené un règne de terreur contre les catholiques et s'est rendu responsable de la mort, entre autres, des martyrs d'Alkmaar et de ceux de Ransdorp.
Sonoy s'allie au protecteur anglais Robert Dudley, comte de Leicester. Après avoir quitté les Pays-Bas en 1587, Sonoy continue de s'opposer aux États de Hollande et de Frise-Occidentale. Après le siège de Medemblik (nl) de 1588 par l'armée du prince Maurice, Medemblik passe aux mains des Provinces-Unies par traité le 29 avril 1588 et Sonoy perd son titre et son pouvoir.
En raison d'arriérés de soldes antérieures et après la médiation de la reine Élisabeth Ire d'Angleterre, il a reçu une pension annuelle de 1 000 livres de la part des Provinces-Unies.

## Famille
De son mariage avec Maria van Malsen (ca. 1533-1584), il a eu une fille nommée Emmerantia. Plus tard, Sonoy s'est remarié (1585) avec la noble Johanna de Mepsche et en 1594, ils ont emménagé avec Emmerantia, qui depuis 1582, était mariée à Luurt (ou Luiert) Manninga, seigneur de Dijksterhuis.

Diederik Sonoy est décédé trois ans plus tard dans le château de Dijksterhuis (nl) près de Pieterburen. Il a été enterré dans la Petruskerk (nl) à Pieterburen. Guillaume-Louis de Nassau-Dillenburg a assisté aux funérailles. Après son décès et son inhumation, les restes de sa femme ont été transférés dans la même église. On trouve dans celle-ci, une plaque de deuil de l'année 1613,.

Son frère, Josse Snoy, resté catholique, s'installera à Malines après son second mariage. Il est l'ancêtre commun des Snoy actuels en Belgique. Ses descendants resteront catholiques.

## Galerie

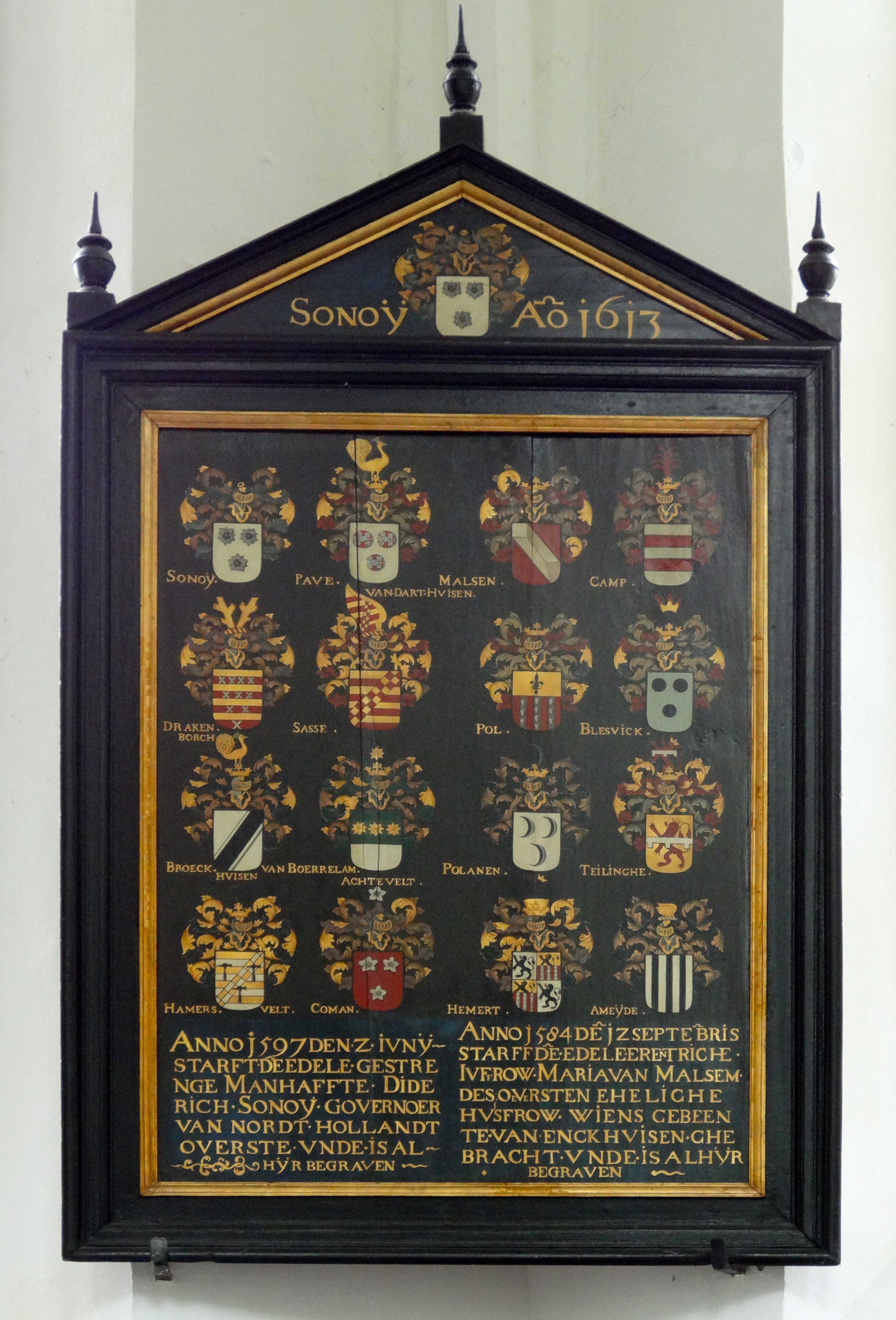
Plaque funéraire de Sonoy dans l'église Petruskerk de Pieterburen